# Diócesis de Barisal
La diócesis de Barisal (en latín: Dioecesis Barisalen(sis), en inglés: Roman Catholic Diocese of Barisal y en bengalí: বরিশাল ধর্মপ্রদেশ) es una circunscripción eclesiástica latina de la Iglesia católica en Bangladés, sufragánea de la arquidiócesis de Chittagong. La diócesis es sede vacante desde el 19 de febrero de 2021. 

## Territorio y organización
La diócesis tiene 20 708 km² y extiende su jurisdicción sobre los fieles católicos de rito latino residentes en la división de Barisal.
La sede de la diócesis se encuentra en la ciudad de Barisal, en donde se halla la Catedral de San Pedro.
En 2018 en la diócesis existían 6 parroquias.

## Historia
La diócesis fue erigida el 29 de diciembre de 2015 con la bula Cum ad aptius del papa Francisco separando territorio de la diócesis de Chittagong (hoy arquidiócesis).
Originariamente sufragánea de la arquidiócesis de Daca, el 2 de febrero de 2017 pasó a formar parte de la nueva provincia eclesiástica de Chittagong.
El 28 de diciembre de 2018 tomó el nombre de curia de Barishal (en italiano), sin que se afectara su nombre en latín.

## Estadísticas
De acuerdo al Anuario Pontificio 2019 la diócesis tenía a fines de 2018 un total de 16 150 fieles bautizados.
| Año                                                                             | Población            | Población  | Población      | Sacerdotes | Sacerdotes    | Sacerdotes    | Bautizados por sacerdote | Diáconos permanentes | Religiosos | Religiosos | Parroquias |
| Año                                                                             | Bautizados católicos | Total      | % de católicos | Total      | Clero secular | Clero regular | Bautizados por sacerdote | Diáconos permanentes | Varones    | Mujeres    | Parroquias |
| ------------------------------------------------------------------------------- | -------------------- | ---------- | -------------- | ---------- | ------------- | ------------- | ------------------------ | -------------------- | ---------- | ---------- | ---------- |
| 2015                                                                            | 29 685               | 15 183 927 | 0.2            | 19         | 13            | 6             | 1562                     |                      | 4          | 29         | 5          |
| 2018                                                                            | 16 150               | 14 503 420 | 0.1            | 20         | 14            | 6             | 807                      |                      | 10         | 45         | 6          |
| Fuente: Catholic-Hierarchy, que a su vez toma los datos del Anuario Pontificio. |                      |            |                |            |               |               |                          |                      |            |            |            |

## Episcopologio
- Lawrence Subrato Howlader, C.S.C. (29 de diciembre de 2015-19 de febrero de 2021 nombrado arzobispo de Chittagong)
  - Sede vacante (desde 2021)